# Hypodorischer Modus
Der Hypodorische Modus, kurz Hypodorisch ist die zu Dorisch gehörende Plagaltonart. Im mittelalterlichen System der Kirchentöne heißt er auch zweiter Ton oder protus plagalis. Er unterscheidet sich vom dorischen Ton (protus authenticus) durch einen um eine Quarte nach unten verlagerten Tonumfang (Ambitus) und eine andere Repercussa. Die Finalis bleibt allerdings gleich.
Dorisch: Ambitus d - d1, Finalis d, Repercussa a.
Hypodorisch: Ambitus A - a, Finalis d, Repercussa f.
Für heutige Anwendungen (etwa im modalen Jazz) spielt der hypodorische Modus keine Rolle, weil bei den modalen Tonleitern nicht zwischen authentisch und plagal unterschieden wird. Hier gibt es also nur die dorische, aber keine hypodorische Tonleiter.

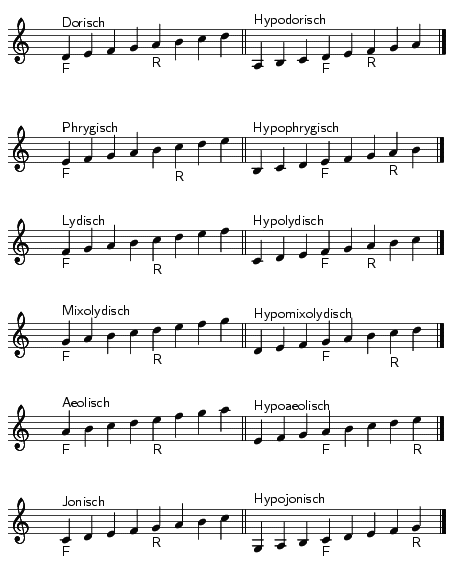
Tonvorrat der Kirchentöne in heutiger Notierung.
Abkürzungen: F = Finalis (Hauptton), R = Repercussa.